# Boss Keloid
Boss Keloid est un groupe britannique, originaire de Wigan, en Angleterre. Leur style musical est considéré comme une fusion de stoner, sludge, prog et rock psychédélique. Leur nom est un hommage à une chanson de Iron Monkey.  

## Histoire
Boss Keloid est fondé par Paul Swarbrick, Paul Thomason, Chris Thomason, Liam Pendlebury-Green et Alex Hurst. En 2011, Ste Arands remplace Paul Thomason, puis en 2014 Adam Swarbrick prend la suite de Liam Pendlebury-Green. Ce dernier retrouvera sa place dans la groupe en 2017.
Le groupe auto-produit son premier EP, Angular Beef Lesson qui sort le 1e septembre 2010. Il est décrit comme une aventure groovy avec des touches heavy-sludge à la Down, Crowbar ou Iron Monkey . Le son du groupe est rapproché de la scène thrash-hardcore de par le jeu de batterie percussif et au sludge de par le chant crié.
Le deuxième album, premier produit, The Calming Influence of Teeth sort le 1e mai 2013 sur le label Pipelord Records. L’album est décrit comme varié, avec une basse mélodique et des éléments de groove qui rappellent Mastodon et Pantera.
Le troisième album, Herb Your Enthusiasm sort le 8 avril 2016. Il est produit par Chris Fielding, bassiste de Conan. Il est décrit comme plus profond et psychédélique, avec des rythmes excentriques et mémorables mais aussi comme plus profond et plus mélodique. La pochette est une œuvre graphique de Ben Tolman. La sortie de cet album est accompagnée d’une tournée avec Raging Speedhorn et Slabdragger ainsi que de quelques dates avec Bongzilla.
Le quatrième album, Melted on the Inch sort le 27 avril 2018 sur le label Holy Roar Records. Les arrangements sont plus progressif de par l’ajout de claviers psychédéliques. La pochette est une composition à partir de photographies de Karen Roe. Leurs concerts de promotion incluent une tournée de six dates en Europe en mai 2018 avec Sunnata. Ils sont à l’affiche de plusieurs festivals dont le Bloodstock Open Air 2019.
Le cinquième album, Family the Smiling Thrush sort le 4 juin 2021 sur le label Ripple Music. Outre le titre énigmatique et incompréhensible,, l’album est salué par les critiques comme une explosion mélodique apportant un nouveau son le rapprochant du jazz progressif. Expérimental et complexe, l’album va de phases calmes à des éruptions puissantes, soutenue par une voix variée, avec des intonations rappelant parfois celles d’Eddie Vedder. Il est décrit comme un mélange réussi des deux précédents albums alliant un groove dissonnant à des parties plus influencées par le doom. Il est salué par la presse musicale, qui considère qu’il pourrait plaire à des fans de nombreux genres musicaux. 
Le 1er juillet 2022 sort un nouvel enregistrement, Family the Smiling Thrush Live at Foel Studio accompagné d’une captation vidéo de l’enregistrement par Chris Bibby. Il rend compte de la performance offerte en concert par le groupe, avec plus d’assurance de par les nombreux concerts donnés depuis l’enregistrement live précédent.

## Style musical et influences
Le style musical de Boss Keloid est souvent décrit comme difficile à réduire à un genre, malgré une basse lourde rappelant Kyuss, une écriture maitrisée avec une variation dans les ambiances et un chant grave rappelant Neil Fallon de Clutch ou Maynard James Keenan de Tool,. Il est parfois associé au metal progressif.
Boss Keloid a pu être comparé à Mastodon, King Crimson ou Baroness. 

## Membres

### Membres actuels
- Paul Swarbrick – guitare (depuis 2010)
- Liam Pendlebury-Green – basse (2010–2014, depuis 2020)
- Alex Hurst – chant (depuis 2010)
- Stephen « Ste » Arands – batterie (depuis 2011)

### Anciens membres
- Paul Thomason – batterie (2010)
- Chris Thomason – guitare (2010–2011)
- Adam Swarbrick – basse (2014–2017)
- Charlie Seisay – basse (2017–2020)
- Matthew Milne – clavier (2017–2020)

## Discographie

### Albums studio
album live studio